# Fußball-Club Carl Zeiss Jena
El Fußball-Club Carl Zeiss Jena és un club de futbol alemany de la ciutat de Jena, Turíngia.

## Història

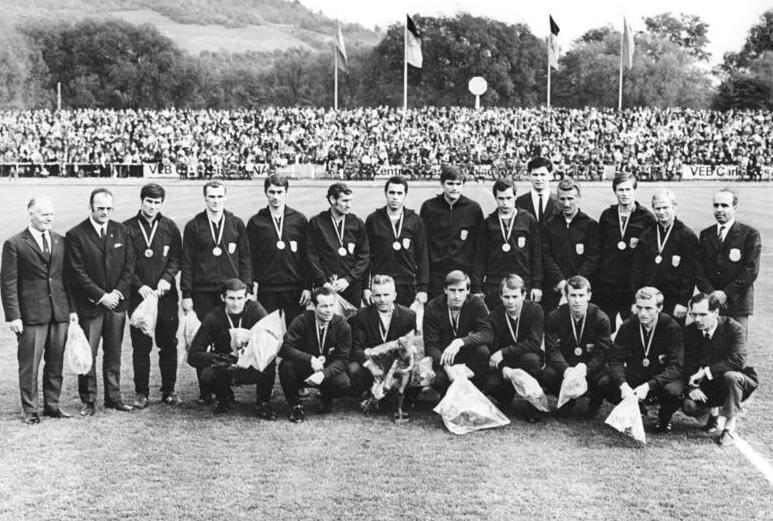
Carl Zeiss Jena campió de la RDA el 1969-70.

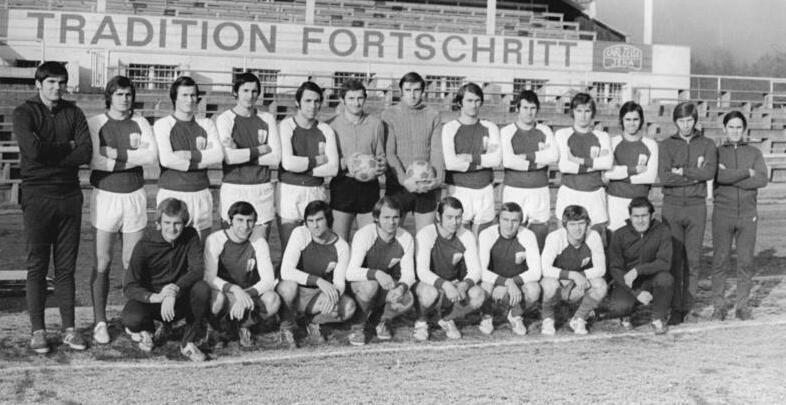
Carl Zeiss Jena el 1973.

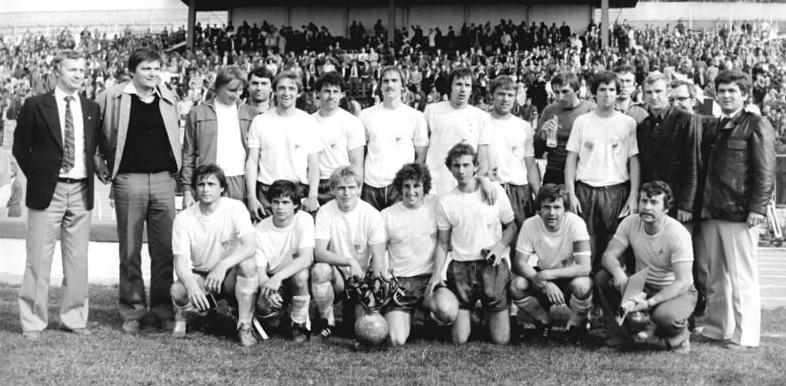
Carl Zeiss Jena el 1980.

El club va ser fundat el 13 de maig de 1903 per treballadors de la fàbrica Carl Zeiss AG amb el nom de Fussball-Club der Firma Carl Zeiss. Canvià de nom el 1911 a Fussball Club Carl Zeiss Jena e.V. i el 1917 a 1. Sportverein Jena e.V.
El 1933, s'uní a la Gauliga Mitte on fou campió el 1935, 1936, 1940, i 1941.
Després de la II Guerra Mundial el club es reconstruí i canvià de nom sovint: 1946 SG Ernst Abbe Jena i posteriorment SG Stadion Jena (octubre 1948), SG Carl Zeiss Jena (març 1949), BSG Mechanik Jena (gener 1951), BSG Motor Jena (maig 1951), i SC Motor Jena (novembre 1954) i FC Carl Zeiss Jena el gener de 1966. Fou finalista de la Recopa d'Europa de futbol el 1981.

## Palmarès
- Lliga de la RDA de futbol: 3
  - 1963, 1968, 1970

- Copa de la RDA de futbol: 4
  - 1960, 1972, 1974, 1980

## Jugadors destacats
El FCC va enviar 33 jugadors a la selecció de futbol d'Alemanya Oriental entre ells:
- Konrad Weise, 86 cops (1970-81)
- Eberhard Vogel, 74 cops (1962-76)
- Peter Ducke, 68 cops (1960-75)
- Lothar Kurbjuweit, 66 cops (1970-81)
- Rüdiger Schnuphase, 45 cops (1973-83)
- Harald Irmscher, 41 cops (1966-74)
- Roland Ducke, 37 cops (1958-67)

Abans de la II Guerra Mundial envià 3 jugadors a la selecció de futbol d'Alemanya:
- Willy Krauß 1911/12
- Heinz Werner 1935
- Ludwig Gärtner 1939-41